# Kanton Nancy-Sud
Der ehemalige französische Kanton Nancy-Sud im Arrondissement Nancy im Département Meurthe-et-Moselle umfasste bis zu seiner Auflösung 2015 einen Teil der Stadt Nancy. Der Rest der Stadt war in die Kantone Nancy-Ouest, Nancy-Nord und Nancy-Est unterteilt. Letzte Vertreterin im Generalrat des Départements war von 2004 bis 2015 Nicole Creusot.

Kantone im Département Meurthe-et-Moselle

## Stadtviertel
Folgende Stadtquartiere von Nancy gehörten zum Kanton:
- Mon Désert
- Jeanne d’Arc
- Croix de Bourgogne
- Haussonville
- Blandan
- Donop
- Saurupt
- Clemenceau